# Río Porvenir
El río Porvenir es un curso natural de agua que fluye en la Región de Magallanes, bordea la ciudad de Porvenir y desemboca en la ribera sur del estrecho de Magallanes.

## Trayecto
Su cuenca abarca aproximadamente 70 km².: 127 

## Historia
La ciudad fue fundada bien avanzado el siglo XX. Luis Risopatrón describe la bahía en su Diccionario Jeográfico de Chile de 1924:
Porvenir (Bahía). 53° 18' 70° 23' Es bien abrigada, de buen tenedero, ofrece un canal de entrada ele 2,7 m de profundidad i se abre en la costa E del canal Ancho, del estrecho de Magallanes, en la parte W ele la isla Grande ele Tierra del Fuego; en su interior se abre una dársena aplacerada i mui somera, inadecuada para fondear buques. En sus alrededores se ha encontrado buenas rocas calizas para la fabricación de la cal. 1, vii, croquis 25; viii, p. 323; xx, p. 34; xxii, p. 250; i xxvi, p. 130; i 156; i puerto en 1, xxviii, carta 137.

## Población, economía y ecología
Existe un proyecto de embalse y trasvase de aguas desde el río Santa María.: 127 